# Jonathan D. Bray
Jonathan Donald Bray (* 17. August 1958 in Kennett (Missouri)) ist ein US-amerikanischer Bauingenieur für Geotechnik.
Bray studierte an der US Military Academy in West Point mit dem Bachelor-Abschluss 1980 und an der Stanford University mit dem Master-Abschluss in konstruktivem Ingenieurbau 1981. Danach war er beim US Army Corps of Engineers, unter anderem in Korea. Er wurde 1990 an der University of California, Berkeley, in Geotechnik promoviert. Die Dissertation begann er noch unter Harry Bolton Seed, der 1989 starb (danach war dessen Sohn R. B. Seed der Betreuer der Dissertation). Danach war er dort Lecturer, war 1990 Assistant Professor an der Purdue University, 1993 Assistant Professor, 1996 Associate Professor und ab 1999 Professor in Berkeley.
Er befasst sich insbesondere mit geotechnischen Aspekten von Erdbeben. Beim Corps of Engineers war er mit den Folgen des Loma Prieta Erdbebens von 1989 befasst und in Berkeley untersuchte er das dynamische Verhalten von Dämmen, die durch dieses Beben beschädigt wurden. Dazu entwickelte er finite Elemente Programme für die Wechselwirkung von Boden und Bauwerken (SSCOMPPC).
Er hielt die 25. Buchanan Lecture, die 6. Ishihara Lecture, erhielt 2013 den Ralph Peck Award und 2018 den Terzaghi Award. Er war 1991 Presidential Young Investigator, war 1992 Packard Fellow und erhielt 1997 den Walter L. Huber Preis der ASCE, deren Fellow er ist. Er ist Mitglied der National Academy of Engineering (2015).